# Дафна Маурер
Дафна Маурер FRSC — канадський психолог розвитку та почесна професорка кафедри психології, неврології та поведінки в Університеті Макмастера. Вона відома завдяки своїй роботі з розвитку візуального сприйняття у людей, починаючи з дитинства.

## Життєпис
Маурер здобула ступінь бакалавра з відзнакою в коледжі Свортмор, ступінь магістра психології в Університеті Пенсильванії та ступінь доктора філософії в галузі дитячого розвитку в Університеті Міннесоти.
Лабораторія візуального розвитку Маурер в Університеті Макмастера зосереджується на розумінні розвитку візуального сприйняття і, меншою мірою, на розумінні синестезії. Маурер опублікувала понад 200 робіт у наукових журналах, серед яких Nature, Science та Nature Neuroscience. «Її робота змінила наше розуміння чуттєвого світу немовляти та його розвитку», — зазначено в номінації на премію Гебба.
Дослідження Маурер здебільшого належать до фундаментальної науки, але вони мали практичне значення: вони дали інформацію для лікування вродженої катаракти і показали, що деякі види відеоігор можуть покращити амбліопію у дорослих.
Маурер також вивчала методи, корисність і практичність перевірки зору дітей в дитячих садках у провінції Онтаріо. (Дослідження інших юрисдикцій не можуть бути безпосередньо застосовані через різні медичні системи, етнічну приналежність та географію). Її дослідження спонукало провінцію розпочати загальну перевірку зору в старших групах дитячих садків, починаючи з 2018—2019 навчального року.
У 1988 році Маурер разом зі своїм чоловіком Чарльзом Маурером опублікувала «Світ новонароджених», наукову книгу, в якій розглядається розвиток новонародженої дитини з точки зору дитини. Рецензія, опублікована в Journal of Pediatric Psychology назвала її «знаковою книгою; вона належить до тих рідкісних видань, які успішно пропонують вражаюче свіжий погляд на свій предмет». «В ній автори досліджують складні та спокусливі конструкції сенсорики дитини», — пише The New York Times. Книга «Світ новонароджених» отримала книжкову премію Американської психологічної асоціації та була перекладена п'ятьма мовами.
У 2019 році вона з чоловіком видали книгу Pretty Ugly: Why we like some songs, faces, foods, plays, pictures, poems, etc., and dislike others («Досить гидке: чому нам подобаються одні пісні, обличчя, їжа, п'єси, малюнки, вірші тощо, а інші не подобаються»). Ця книга поєднує науку з крос-міжкультурною історією всіх видів мистецтв, щоб показати, чому і як люди (і деякі тварини) розвивають естетичні вподобання.
Маурер коментувала питання дитячого розвитку, зору та синестезії для багатьох ЗМІ, включаючи The New York Times та New Scientist. Вона також давно цікавиться етикою досліджень і наразі входить до складу Канадської національної міжвідомчої консультативної групи з дослідницької етики.

## Нагороди та відзнаки
Маурер є членом Королівського товариства Канади, Асоціації психологічної науки та Американської асоціації сприяння розвитку науки. У 2015 році вона була нагороджена премією Дональда О. Гебба за видатний внесок від Канадського товариства мозку, поведінки та когнітивних наук. У 2011 році університет Макмастера надав їй звання заслуженого професора університету, а у 2017 році — почесний ступінь.

## Роботи
- Maurer, D., & Salapatek, P. (1976). Developmental changes in the scanning of faces by young infants. (Зміни розвитку при скануванні облич маленькими немовлятами), Child Development, 47(2), 523—527.
- Maurer, D., & Barrera, M. (1981). Infants' perception of natural and distorted arrangements of a schematic face (Сприйняття немовлятами природного та спотвореного розташування схематичного обличчя). Child Development, 52(1), 196—202.
- Maurer, D., & Maurer, C. The World of the Newborn (Світ новонароджених). New York: Basic Books, 1988.
- Maurer, D., Le Grand, R., & Mondloch, C. J. (2002). The many faces of configural processing (Багатогранність конфігураційної обробки). Trends in Cognitive Sciences, 6(6), 255—260.
- Lewis, T. L., & Maurer, D. (2005). Multiple sensitive periods in human visual development: evidence from visually deprived children. Developmental Psychobiology, 46(3), 163—183.
- Maurer, D., Pathman, T., & Mondloch, C. J. (2006). The shape of boubas: Sound–shape correspondences in toddlers and adults (Форма бубонів: Відповідності звуко-форми у малюків та дорослих), Developmental Science, 9(3), 316—322.
- Mondloch, C. J., Maurer, D., & Ahola, S. (2006). Becoming a face expert (Стати експертом з обличчя). Psychological Science, 17(11), 930—934.
- Maurer, C., & Maurer, D. Pretty Ugly: Why we like some songs, faces, foods, plays, pictures, poems, etc., and dislike others (Досить гидке: чому нам подобаються одні пісні, обличчя, їжа, п'єси, малюнки, вірші тощо, а інші не подобаються). Newcastle upon Tyne: Cambridge Scholars Publishing, 2019.